# Prasinit

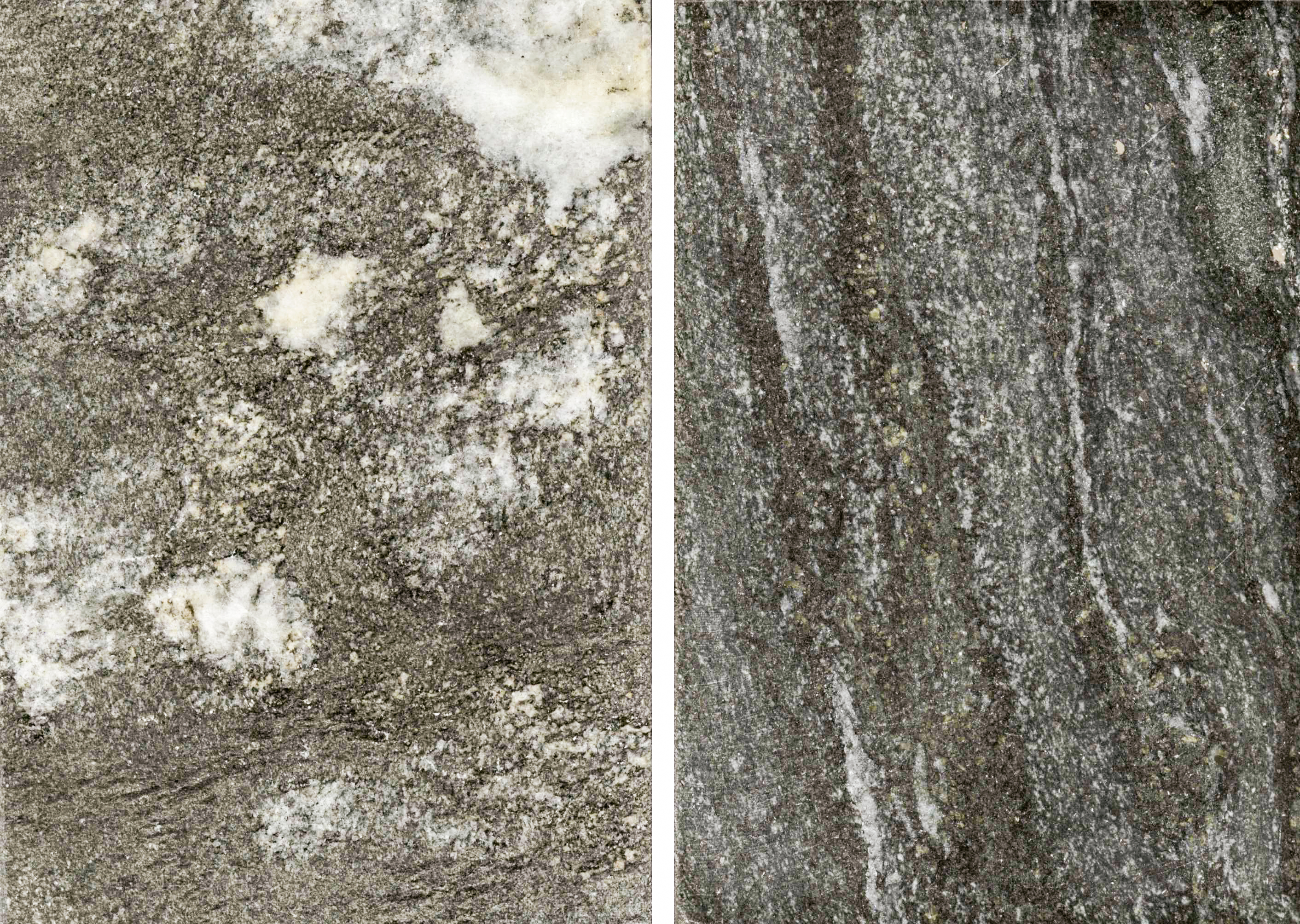
Prasinit von der Lagerstätte Evolène (VS)
links mit Calcitwolken, rechts mit stärkerer ophiolitischer Struktur

Der Prasinit (Grünstein) ist ein feinkörniges, massiges metamorphes Gestein der Grünschieferfazies, das durch die Umwandlung von mafischen Gesteinen (Basalten und chemisch Verwandten) bei mittleren Drücken und Temperaturen entsteht. Es handelt sich um ein massiges, d. h. ungeschiefertes und isotropes Pendant des Grünschiefers. Der Begriff ist häufig in älterer deutschsprachiger Literatur anzutreffen.
Infolge zonenartiger Anreicherung der verschiedenen Hauptgemengteile (Chlorite, Aktinolith, Albit und Epidot) hat er ein gebändertes, kaum geschiefertes Aussehen.
Er findet Verwendung als Straßenbaumaterial und als Dekorationsstein.
Beispiele für Vorkommen sind Zillertal (Österreich), Tessin, Wallis (Schweiz), bei Bastia auf Korsika und  in Oberitalien. Als bekanntester Gipfel aus Prasinit ist vermutlich der Großglockner zu nennen. Der Naturwerkstein aus dem Walliser Vorkommen (Val d’Hérens) wurde unter dem Handelsnamen Vert d'Evolène bekannt. Des Weiteren wird ein Prasinit, der mit dem Namen Prasino in den Handel kommt, in Gemlik bei Bursa in der Türkei abgebaut.
Der Fußboden am Hauptbahnhof Wien besteht aus ca. 14.000 m² Platten aus Prasinit, der im Steinbruch Hinterbichl bei Prägraten  (Osttirol) abgebaut wurde.